# Pierre-Denis Plumier

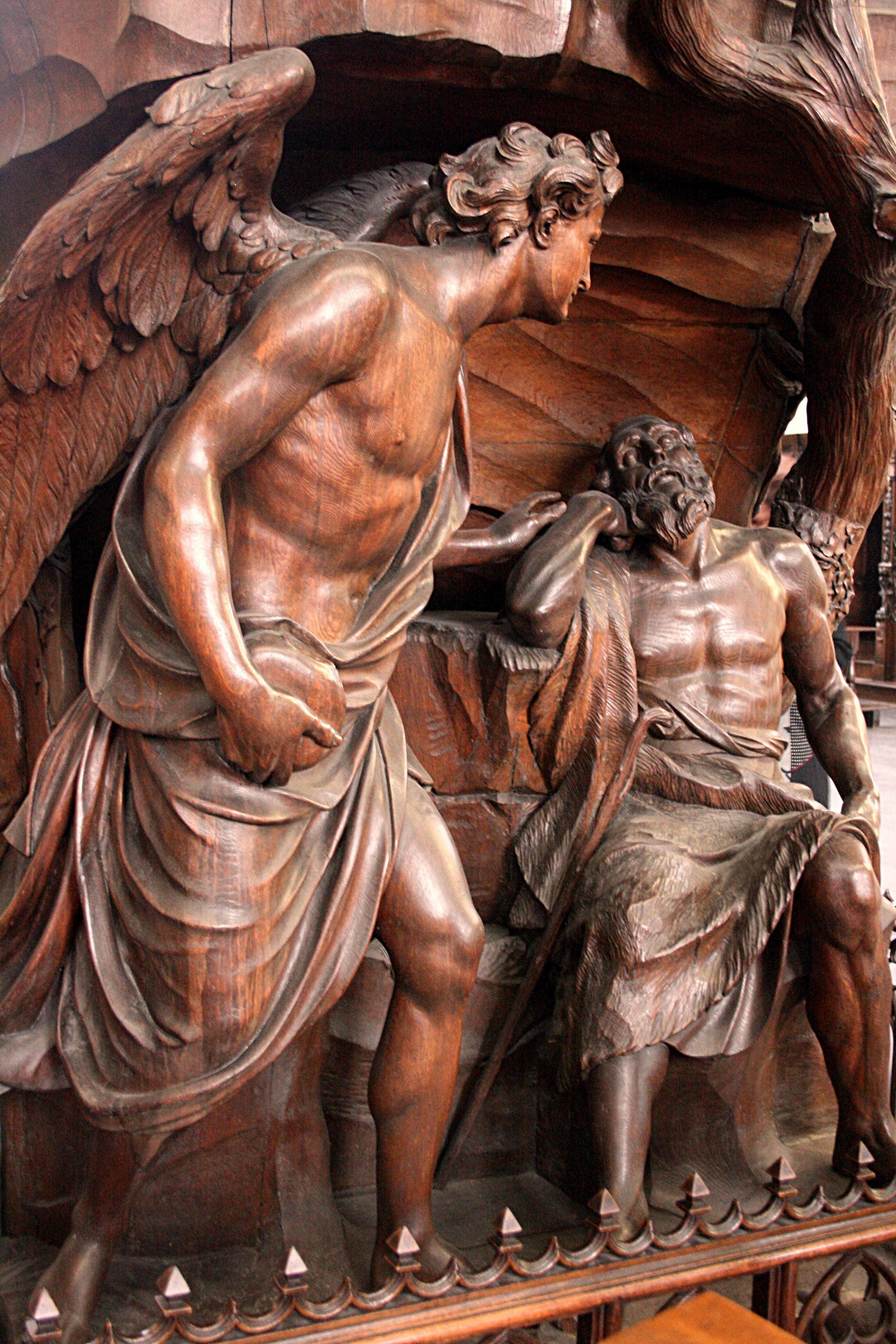
Preekgestoelte (detail), Kapellekerk in Brussel

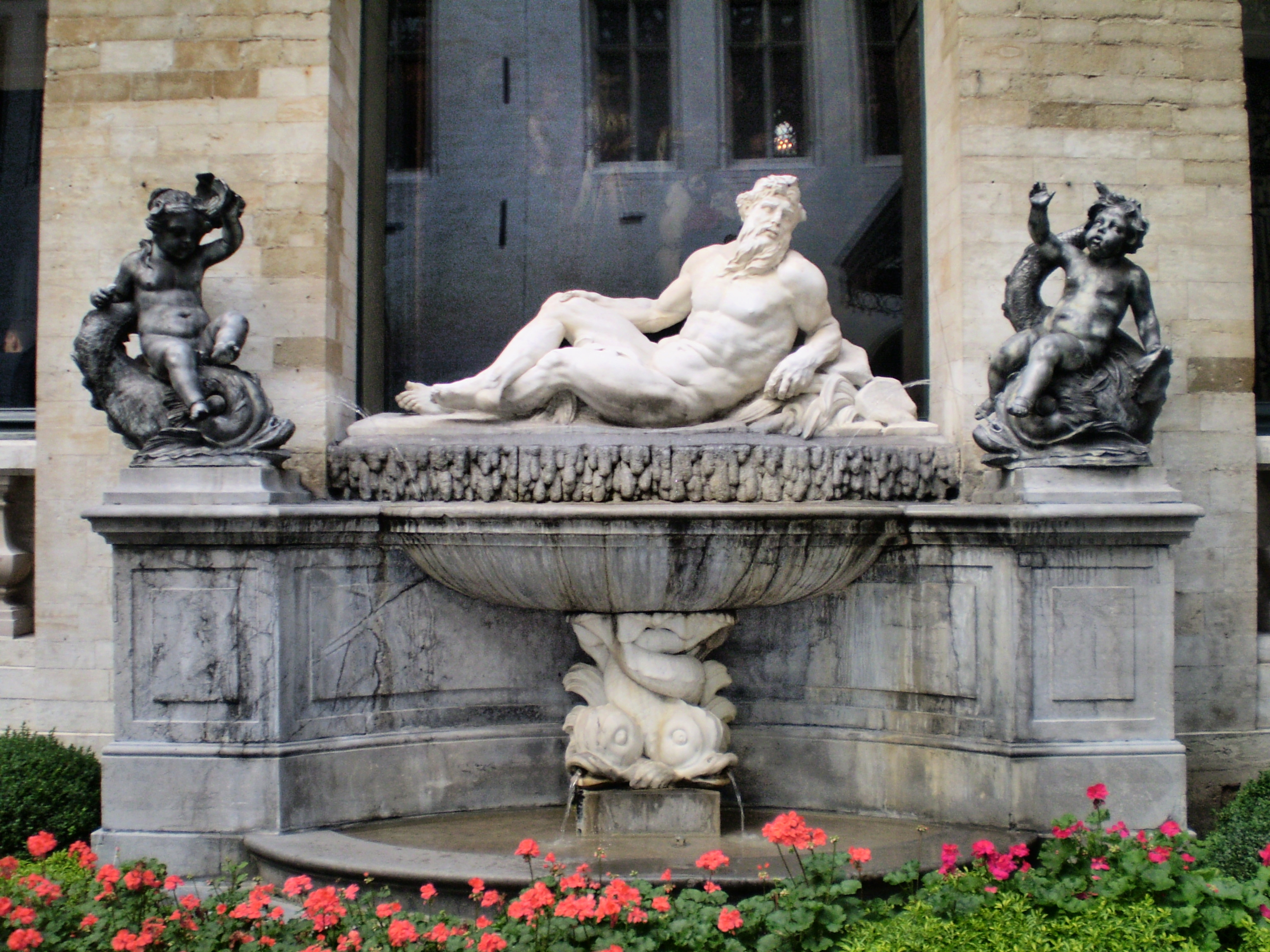
De Schelde, Stadhuis van Brussel

Pierre-Denis Plumier of Pieter-Denis Plumier (Antwerpen, 1688 – Londen, 1721) was een Vlaamse beeldhouwer.

## Leven en werk
Peeter-Denys Puymier, zoals hij oorspronkelijk heette, was een zoon van Franciscus Puymier en Anna Schobbens. Hij ging in 1699 bij de beeldhouwer Louis Willemsen in Antwerpen in de leer. Tussen 1700 en 1713 verbleef hij eerst in Parijs, waar hij in 1708 de eerste prijs kreeg van de Académie Royale de Peinture et de Sculpture, en vervolgens in Rome. In 1713 is hij teruggekeerd naar Brussel, waar zijn eerste opdracht een portretbuste van Goswin de Wynants was. In hetzelfde jaar maakte hij voor de markies de Mérode-Westerlo twee marmeren werken voor het kasteel van Enghien in de provincie Henegouwen: Enlèvement de Proserpine en Enlèvement des Sabines. Beide werken bevinden zich thans in het Egmontpaleis in Brussel.
Het werk van Plumier wordt gerekend tot de School van Brussel. Twee bekende leerlingen zijn Laurent Delvaux en Theodoor Verhaegen. In 1721 ging Plumier, gevolgd door Delvaux, naar Londen waar hij korte tijd later, op 33-jarige leeftijd, overleed. De door hem verworven opdracht voor een grafmonument in de Westminster Abbey voor John Sheffield, 1st Duke of Buckingham werd in 1722 opgeleverd door Delvaux en de reeds in Londen werkzame Pieter Scheemakers. Plumier ligt begraven op het kerkhof van het Londense district Westminster.

## Werken (selectie)
- 1713 : Enlèvement de Proserpine en Enlèvement des Sabines, Egmontpaleis in Brussel
- 1714 : Vertrouwen en Hoop (oorspronkelijk gemaakt voor de Abdij van Grimbergen, later verplaatst naar de Kathedraal van Sint-Michiel en Sint-Goedele in Brussel, huidige locatie onbekend)
- 17?? : Vier standbeelden van kerkvaders voor de Abdij van Dielegem (huidige locatie onbekend)
- 1714/15 : De Schelde[2] sculptuur/fontein, ornamenten en vier putti op de binnenplaats van het Stadhuis van Brussel (onderdeel van de fonteincombinatie De Maas en de Schelde)
- 17?? : Grafmonument van de Caveau Spinola[3] (grafkelder van de familie Spinola) in de Kapellekerk in Brussel
- 1721 : Preekgestoelte van de Kapellekerk in Brussel